# 글래스루이스
글래스루이스(영어: Glass Lewis)는 미국의 주요 의결권 자문  회사이다. 2019년 봄 현재 회사는 뮤추얼 펀드의 의결권 자문 시장의 28%를 점유율을 보이고 있으며, 이는 1위은 ISS (기업)에 이어 2위 업체이다.  주요 서비스는 기관 투자자의 주주 투표에 대한 리서치 및 권고, 이러한 투표를 관리하고 보고하기 위한 디지털 플랫폼 등이다. 이러한 투자자의 상당수는 회사의 권고를 철저히 따르고 있어 기업 영역 전체의 거버넌스에 있어 그 중요성과 영향력이 매우 크다.
2003년에 설립되어 샌프란시스코에 본사를 두고 있으며 뉴욕, 워싱턴 DC, 캔자스 시티, 아일랜드, 독일, 호주에 사무실을 두고 있다.
2006년 9월, 시드니에 본사를 둔 프록시 자문 회사인 Corporate Governance International을 인수했으며, 이후 CGI Glass Lewis로 불리게 되었다. 또한, 회사는 2008년 11월 워싱턴 D.C.에 본사를 둔 정치 및 경제 자문 회사인 워싱턴 애널리시스(Washington Analysis)를 인수했다. 1973년 설립된 Washington Analysis는 Institutional Investor 매거진에서 올해의 최고 분석가로 평가받았으며 , 정치, 입법 및 규제 발전이 금융 시장에 미치는 영향을 예측하고 분석한다.
2015년 6월, 기관 투자자를 위한 의결권 자문 및 거버넌스 서비스 분야에서 독일의 선두 독립 업체인 IVOX GmbH를 인수했다.
2021년 3월까지 회사는 온타리오 교사연금(Ontario Teachers’ Pension Plan)과 엘버타 투자관리회사(Alberta Investment Management Corp.)의 소유였으며 같은 해 3월, 사모펀드 운영사인 펠로통 캐피탈 매니지먼트(Peloton Capital Management)와 금융 서비스 기업가 스테판 스마스(Stephen Smith)가 회사를 인수하였다.

## 나이트 테라퓨틱스 이사회 논란
2019년 4월부터 5월까지 회사는 캐나다 기업 나이트 테라퓨틱스의 위임장 대결에서 투표 권고안을 발표하는 것을 피하지 않아 논란이 되었다. 2019년 5월 7일 투표를 앞두고 회사는 해당 회사의 공동 창립자이자 전직 고위 임원인 케빈 캐머런을 후보자 명단에 포함시켰다. 이러한 사례는 앞으로 활동적 주주들이 부당한 이점을 얻기 위해 과거 의결권 자문 회사의 고위 임원을 후보자 명단에 포함하도록 유도할 가능성이 있다. 또한, 캐머런은 자신의 자서전 어디에서도 파산 신청 당시 두 개의 별도 상장 기업(ECOTality - 티커: ECTY와 Reddy Ice - 티커: FRZ) 이사회에 있었던 사실을 밝히지 않았다. 이는 중립성과 정보 공개에 대한 우려를 불러일으켰으며, 특히 회사가 광범위한 기업 분야에 미치는 막대한 영향력과 중립성 검증의 어려움, 그리고 유용하지만 오남용될 가능성이 있는 광범위한 민감 정보에 대한 접근성을 고려할 때 더욱 중요한 문제로 지적되었다.

## 주목할만한 정책
이사회 구성이 다양하지 않은 경우 주주 위임장을 통해 이사회에 반대표를 행사할 것이라고 밝혔다.